# اعلامیه سانفرانسیسکو در مورد ارزیابی پژوهش
اعلامیه سانفرانسیسکو در مورد ارزیابی پژوهش (انگلیسی: San Francisco Declaration on Research Assessment) یا به اختصار DORA بیانیه‌ای است که عمل مرتبط دانستن ضریب تأثیر مجلات علمی با ارزش مشارکت‌های یک دانشمند خاص را محکوم می‌کند. بر اساس این اعلامیه، این رویه هنگام ارزیابی پژوهش‌های علمی، تعصب و نادرستی ایجاد می‌کند. همچنین تأکید می‌کند که ضریب تأثیر نباید به عنوان جایگزینی برای «سنجش کیفیت مقالات پژوهشی فردی، یا در تصمیم‌گیری‌های مربوط به استخدام، ارتقاء یا تأمین مالی» مورد استفاده قرار گیرد. این اعلامیه در دسامبر ۲۰۱۲ در نشست انجمن زیست‌شناسی سلولی آمریکا شکل گرفت و در ۱۳ مه ۲۰۱۳ منتشر شد و بیش از ۱۵۰ دانشمند و ۷۵ سازمان علمی آن را امضا کردند.
انجمن زیست‌شناسی سلولی آمریکا اعلام کرده است که تا ۳۰ مه ۲۰۱۳، بیش از ۶۰۰۰ نفر به صورت فردی این اعلامیه را امضا کرده‌اند و تعداد سازمان‌های علمی امضاکننده در عرض دو هفته از ۷۸ به ۲۳۱ رسیده است. تا ۱۴ دسامبر ۲۰۱۷، تعداد امضاکنندگان فردی به بیش از ۱۲۸۰۰ نفر و تعداد سازمان‌های علمی به ۸۷۲ مورد افزایش یافته است. برخی از سازمان‌های امضاکننده در سال ۲۰۱۷ شامل کتابخانه بریتانیا، Nature Research, بایومد مرکزی، اشپرینگر ساینس+بیزینس مدیا و Cancer Research UK هستند. علاوه بر این، DORA یک سازمان نیز هست که مأموریت آن «پیشبرد رویکردهای عملی و قوی برای ارزیابی پژوهش در سطح جهانی و در تمام رشته‌های علمی» است.
انگیزه اصلی شکل‌گیری DORA، اجماع نظر گروهی از سردبیران و ناشران مجلات علمی در نشست سالانه انجمن زیست‌شناسی سلولی آمریکا در سانفرانسیسکو در ۱۶ دسامبر ۲۰۱۲ بود. در این نشست، مسائل مربوط به نحوه ارزیابی کیفیت خروجی پژوهش و نحوه استناد به متون علمی اولیه مورد بحث قرار گرفت. انگیزه اصلی این نشست، این باور بود که ضریب تأثیر بسیاری از مجلات زیست‌شناسی سلولی به‌طور دقیق ارزش کارهای منتشر شده در این مجلات را برای جامعه زیست‌شناسی سلولی منعکس نمی‌کند؛ بنابراین، این گروه به دنبال بحث در مورد چگونگی همسو کردن بهتر معیارهای تأثیر مجله و مقاله با کیفیت مجله بودند. این ملاحظات به سایر زمینه‌ها نیز گسترش می‌یابد و برگزارکنندگان DORA را «یک ابتکار جهانی فراگیر برای تمام رشته‌های علمی» می‌دانند. در واقع، این اعلامیه توسط انجمن‌های علمی با دامنه عمومی (مانند انجمن پیشرفت علوم آمریکا و آکادمی علوم جمهوری چک)، انجمن‌های تخصصی‌تر در زمینه‌هایی به دور از زیست‌شناسی (مانند انجمن ریاضیات اروپا، انجمن زمین‌شناسی لندن و انجمن زبان‌شناسی آمریکا)، و همچنین برخی دانشگاه‌ها و سایر موسسات عمومی (مانند شورای بودجه آموزش عالی انگلستان) امضا شده است. نتیجه این نشست و بحث‌های بعدی، مجموعه‌ای از توصیه‌ها بود که به عنوان اعلامیه سانفرانسیسکو در مورد ارزیابی پژوهش شناخته می‌شود و در مه ۲۰۱۳ منتشر شد.